# ハンス・モーリッシュ
ハンス・モーリッシュ(ドイツ語: Hans Molisch, 1856年12月6日 – 1937年12月8日）は、オーストリアの植物学者。専門分野は植物生理学および植物解剖学。ウィーン大学総長およびオーストリア科学アカデミー副総裁。東北帝国大学の生物学教室に招聘され、帰国後日本についての詳細な記録を出版した。

## 生涯
ハンス・モーリッシュは1856年、ブリュン（現チェコ共和国ブルノ）生まれ。ブリュン随一の園芸農家であったモーリッシュ家に、6人兄弟の5番目として生まれた。当時モーリッシュ家はメンデルと親交が深く、ハンスも幼少時にメンデルの薫陶を受けていた。植物学に興味を示す一方で、合唱やダンスが得意だった。
1876年にウィーン大学に入学。同郷出身のユリウス・ヴィースナー（Julius Wiesner）に師事して植物生理学を学ぶ。1879年に博士号を得て1889年まで助手を務めた。モーリッシュ反応はこの時期（1886年）の業績である。1888年にイーダ・クノラー（Ida Knoller）と結婚し、後に2人の息子が生まれた。
1889年からオーストリア南東部グラーツ工科大学で助教授になり、鉄が植物の緑化に不可欠であること、植物の根が屈湿性を、花粉管が屈化性を示すことなどを発見している。1894年からはドイツプラハ大学（当時プラハ大学はドイツ語とチェコ語で分裂していた）の教授となり、植物の凍死や鉄細菌などを研究した。1897年からウィーン科学アカデミーの出資により東南アジアへ調査旅行に出る。ジャワ滞在中に、インディゴ染料の発色が発酵ではなく化学プロセスであることなどを発見している。帰国途中の1898年2月に日本に立ち寄り、当時小石川植物園にあった東京帝国大学植物学教室を訪れている。1909年にヴィースナーの後任としてウィーン大学の教授となる。しかしウィーン大学では研究環境に恵まれないまま第一次世界大戦の戦禍に巻き込まれ苦労を強いられた。この頃に徳川義親から50ポンド（当時500円）の寄付を受けている。
1921年東北帝国大学からの招聘に応じて再来日し、1922年から1925年まで新設されたばかりの生物学科で植物学教室の主任教授を務めた（年俸1万円）。帰国後の1926年にウィーン大学の総長に就任したが、戦後の混乱と左翼勢力の台頭により大学運営は多難だった。任期を終えた1928年にはジャガディッシュ・チャンドラ・ボースの招きに応じて8ヶ月間インドへ滞在した。その後も研究生活に留まり、1931年から1937年までオーストリア科学アカデミー副総裁を務め、1937年秋にアレロパシーに関する著書を出版した後、12月8日に生涯を閉じた。

## モーリッシュ反応
モーリッシュ反応は糖の試験法の一つ。糖を含む溶液に硫酸と1-ナフトールを加えると赤紫色に発色する。これは糖に酸が作用してフルフラール類を生じ、これとナフトールが反応して紫色の色素を生じる。核酸や糖タンパク質などでもこの反応がおきる。

## 主著
- 1892年 Die Pflanze in ihren Beziehungen zum Eisen (植物と鉄の関係)
- 1904年 Leuchtende Pflanzen (発光植物)
- 1907年 Die Purpurbakterien (紅色細菌)
- 1910年 Die Eisenbakterien (鉄細菌)
- 1913年 Mikrochemie der Pflanzen (植物の微量化学)
- 1920年 Pflanzenphysiologie (植物生理学)
- 1926年 Pflanzenbiologie in Japan (日本の植物生理学)
- 1927年 Im Lande der aufgehende Sonne (日出づる国にて、邦訳題『植物学者モーリッシュの大正ニッポン観察記』)
- 1937年 Der Einfluss einer Pflanze auf die andere (植物が他の植物に及ぼす影響)

## 関連書籍
- ハンス・モーリッシュ　『植物学者モーリッシュの大正ニッポン観察記』瀬野文教訳、草思社、2003年。ISBN 4-7942-1238-0
- 渋谷章　『回想のモーリッシュ』内田老鶴圃、1979年（2001年再版）。ISBN 4-7536-6167-9